# Античен керамичен център край Павликени
Античният керамичен център край Павликени е археологически обект в северна България.
Намира се на 5 километра северозападно от град Павликени край пътя за село Върбовка, в местността „Върбовски ливади“, GPS координати 43°14'59.4"N 25°15'12.7"E. По време на археологически разкопки през 1971 г. на мястото са разкрити пещи от римско време за изпичане на битова, строителна и художествена керамика. Разкрити са три архитектурни комплекса, датиращи от периода I – III век сл. Хр., разположени един до друг на разстояние от 50 до 200 метра на обща площ близо 9900 квадратни метра.
Първият архитектурен комплекс е централно разположен и по-добре проучен от другите двата, разкрити от двете му страни. Обектът представлява римска вила рустика от края на I век сл. Хр. с площ 4100 кв. м. Има неправилна правоъгълна форма и се състои от разположени едно до друго помещения и вътрешен двор с два кладенеца. Римската вила е уникална с това, че разкритите пещи за строителна и битова керамика са отлично запазени. Според археолозите, през тази епоха в района се е произвеждала керамична продукция за нуждите на местното население и за търговия. При проучванията на археологическия комплекс са открити следните артефакти: глинени съдове, лампи и теракоти, детски играчки, бронзови апликации, пръстени и гривни, мраморни оброчни плочки, разнообразни земеделски оръдия на труда и други.
Вторият архитектурен комплекс е разположен северозападно от вила рустика. На неговата територия са разкрити пещи за строителна, битова и художествена керамика.
Третият проучен архитектурен комплекс се намира югозападно от централната вила. Тук са намерени още пещи, варовиков бюст на император Комод (180 – 192), мраморна оброчна плочка на Тракийския конник и предмети от метал и кост.
Изследователят Богдан Султов, който открива Античния керамичен център, го превръща през 70-те години на XX век в първия музей на открито в България. При проучванията и разкопките всичко извадено от земята е вложено впоследствие като материал за реставрацията на обекта. По този начин сградите остават напълно автентични.